# Överhogdals distrikt
Överhogdals distrikt är ett distrikt i Härjedalens kommun och Jämtlands län. Distriktet ligger omkring Överhogdal i östra Härjedalen och är landskapets östligaste och befolkningsmässigt minsta distrikt. Det gränsar mot både Jämtland, Medelpad och Hälsingland.

## Tidigare administrativ tillhörighet
Distriktet inrättades 2016 och utgörs av Överhogdals socken i Härjedalens kommun.
Området motsvarar den omfattning Överhogdals församling hade 1999/2000.

## Tätorter och småorter
I Överhogdals distrikt finns inga tätorter eller småorter.

## Kommunikationer
Distriktet genomkorsas av Europaväg 45 och Inlandsbanan.